# Eimskipafélag Íslands
Hf. Eimskipafélag Íslands är ett bolag som finns på Island. Bolaget sysslar mestadels med transporter till/från Island, men har även andra verksamheter. 
De äger 61 Airbus och Boeing flygplan, 30 skepp och 170 lastbilar. Bolaget är noterat på omx - Nordic Exchange och ingår där i indexet OMX Iceland 15. Bolaget har flera dotterbolag, varav Avion Aircraft Trading, Faroe Ship och  SouthAir är några. Bolaget ägs av Frontline Holding, Fjárfestingarfélagið Grettir och banker.